# Herbert Schmeidler
Herbert Schmeidler (* 15. Oktober 1889 in Breslau; † 25. Oktober 1955) war ein deutscher Jurist und Obergeneralarbeitsführer des Reichsarbeitsdienstes.

## Leben und Werk
Der Urgroßvater Carl Gottlob Schmeidler (1772–1838) war ein bekannter schlesischer Porträt-Miniaturmaler, der Großvater evangelischer Pastor zu Breslau und der Vater Viktor Schmeidler Geheimer Sanitätsrat, ein in Breslau bekannter Arzt. Seit 1888 besuchte Herbert Schmeidler – wie vordem sein Vater –  das Maria-Magdalenen-Gymnasium in Breslau. Nach dem Abitur im Jahre 1908 begann er als Fahnenjunker seine militärische Laufbahn in einem Eisenbahn-Regiment. Ab 1911 war er bei der Kraftfahrtruppe. Den Beginn des  Ersten Weltkrieges erlebte er als Adjutant des Kommandeurs der Kraftfahrtruppen der 8. Armee, 1916 war er Kompanieführer bei der Infanterie und 1917 wurde er als Hauptmann in den Generalstab berufen. Für sein Wirken erhielt Schmeidler beide Klassen des Eisernen Kreuzes und das Ritterkreuz des Königlichen Hausordens von Hohenzollern mit Schwertern.
Nach Kriegsende beteiligte er sich an den Kämpfen der Freikorps und nahm auch 1920 am Kapp-Putsch teil. Schmeidler wurde in der Großindustrie tätig – so auch  bei den zum Mannesmann-Konzern gehörenden Kammerich-Werken in Brackwede –  und studierte Rechtswissenschaften in Berlin und Breslau. 1924 promovierte er mit der rechtsgeschichtlichen Studie Die ministerielle Gegenzeichnung und Verantwortung im Preußischen Recht und Reichsrecht von 1806 bis zur Gegenwart.
Neben seiner beruflichen Arbeit, die ihn auch für längere Zeit nach Argentinien geführt hatte, setzte er sich ab 1930 ehrenamtlich für die Idee des Arbeitsdienstes ein. Schmeidler war Mitbegründer des Volksbundes für Arbeitsdienst. 1933 wurde er in das damalige Reichskommissariat für den Freiwilligen Arbeitsdienst als  Leiter des Verwaltungs- und Wirtschaftsamtes in der Reichsleitung des Arbeitsdienstes berufen; seit April 1933 war er Mitglied der NSDAP.
1935 wurde Schmeidler zum Generalarbeitsführer befördert und 1937 zum Inspekteur für Verwaltung und Wirtschaft beim Reichsarbeitsführer ernannt. Im Dezember 1941 erfolgte die Ernennung zum Obergeneralarbeitsführer. Im Dezember 1944 erhielt er das Ritterkreuz des Kriegsverdienstkreuzes mit Schwertern.
Da der RAD im Nürnberger Prozess nicht zu den „verbrecherischen Organisationen“ gehörte, wurde Herbert Schmeidler nach 1945 nur als Mitläufer eingestuft. Durch seine bundesweiten Kontakte und seine Kenntnisse auf dem Gebiet der Verwaltung sowie auf Drängen ehemaliger höherer RAD-Führer wurde er bald der zentrale Koordinator verschiedener lokaler und regionaler Initiativen, denen der 1949 gegründete Landesverband Nordrhein-Westfalen Vorbild gewesen war. 1951 entstand dann der Bund der Notgemeinschaften ehemaliger berufsmäßiger Angehöriger und ihrer Hinterbliebenen
(B.N.A.), dessen Leitung Schmeidler übernahm. Die Satzung legte  die parteipolitische und konfessionelle Neutralität des BNA fest, und kein Mitglied des Bundesvorstandes durfte Funktionär einer politischen Partei sein. Im Gegensatz zu Konstantin Hierl, dem ehemaligen Reichsarbeitsführer, verfolgte Schmeidler keine Neuauflage der Idee des Arbeitsdienstes, sondern setzte sich vor allem für die Versorgungsangelegenheiten der früheren leitenden Reichsarbeitsdienstführer ein, die den Beamtenstatus hatten. Als die erwarteten Erfolge ausblieben und die Verhandlungstaktik des Bundesvorstandes in die Kritik geriet, wurde Schmeidler 1955 abgewählt.